# En urolig Nat
En urolig Nat er en amerikansk stumfilm fra 1918 af John H. Collins.

## Medvirkende
- Viola Dana - Mary Willard
- Hale Hamilton - Anthony Fry
- Frank Currier - Henry Clay Willard
- Edward Abeles - Johnson Bowler
- Sally Crute - Beatrice Bowler